# Victorias
Victorias oficjalnie Victorias City – miasto na Filipinach, w regionie Zachodnie Visayas, w prowincji Negros Occidental.